# Андрій-Хризостом Залуський
Анджей Хризосто́м Залу́ський гербу Юноша (пол. Andrzej Chryzostom Załuski; 28 січня 1648—12 травня 1711) — державний діяч Речі Посполитої, священик і єпископ Римо-Католицької Церкви. Представник шляхетського роду Залуських гербу Юноша. Прізвисько — Терплячий (пол. Cierpiący).

## Коротка біографія
Син Александера Залуського та його третьої дружини Катажини Ольшовської — сестри примаса Польщі Анджея Ольшовського. Прийняв священство 30 листопада 1673 року, став краківським каноніком.
Навчався у Відні, Парижі, Римі. Мав посаду пробоща у Ярославі. Великий канцлер коронний (1703–1706), сенатор. Єпископ київський і чернігівський (15 листопада 1683–1692), єпископ плоцький (15 жовтня 1692–1682), а також вармійський князь-єпископ (6 червня 1698–1711). Посол Речі Посполитої до Іспанії та Португалії (1674–1675). Радник польського короля Яна ІІІ Собеського. Перебував у конфлікті із його наступником — Августом ІІ, через що тимчасово полишив країну. Автор творів «Epistolae historico-familiares» (1709–1711), «Промови на радах і сеймах» (1689), «Різні промови» (1690), «Проповіді» (1697).

Помер у Доброму Місті, Польща. Помираючи, казав на власному надгробку зробити надпис: 
Hic jacet Andreas Episcopus